# Мелілья-ла-В'єха
Мелілья-ла-В'єха (ісп. Melilla La Vieja, Стара Мелілья) — обнесена стіною цитадель іспанського міста Мелілья.
Цитадель — одна з найбільших фортець Іспанії, її довжина становить близько 2000 м.
Мелілья-ла-В'єха побудована в XVI - XVII ст . Деякі зміцнення зводилися і після, аж до середини XIX ст. Тому за зразок будівництва брали багато фортифікаційних споруд різних епох — від Відродження до бастіонів іспано-фламандської школи, збудованих у період Бурбонів . Таким чином, у зведенні цитаделі брали участь архітектори італійського, іспанського та фламандського походження. Стиль варіюється від раннього Відродження до Мудехара та Північного Ренесансу .
У Цитаделі виділяється чотири укріплені корпуси. Перший розташований на скелястому мисі, з усіма цивільними спорудами та стінами, збудований до початку XVIII століття. Другий розташовується на перешийку, включає об'єкти, побудовані в XVII-XVIII ст. Третій побудований у 1604-1722 рр. як захист від мусульманських набігів. Четвертий включає укріплення XVIII століття .
Сьогодні цитадель - найважливіша пам'ятка Мелільї . На її території знаходяться багато історичних об'єктів міста, у тому числі археологічний музей, військовий музей, церква Непорочного Зачаття, а також ряд печер і тунелів, які використовуються ще з часів фінікійців.

## Галерея

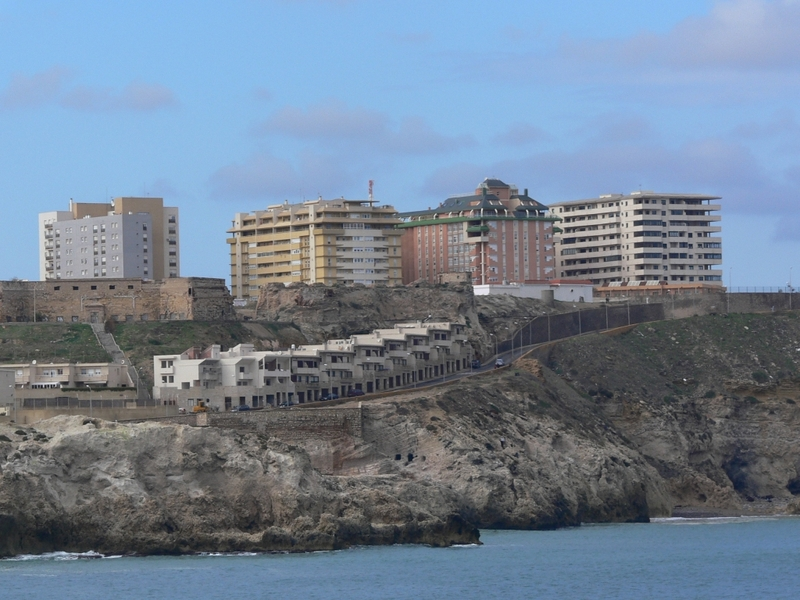
Новобудови на тлі старих укріплень
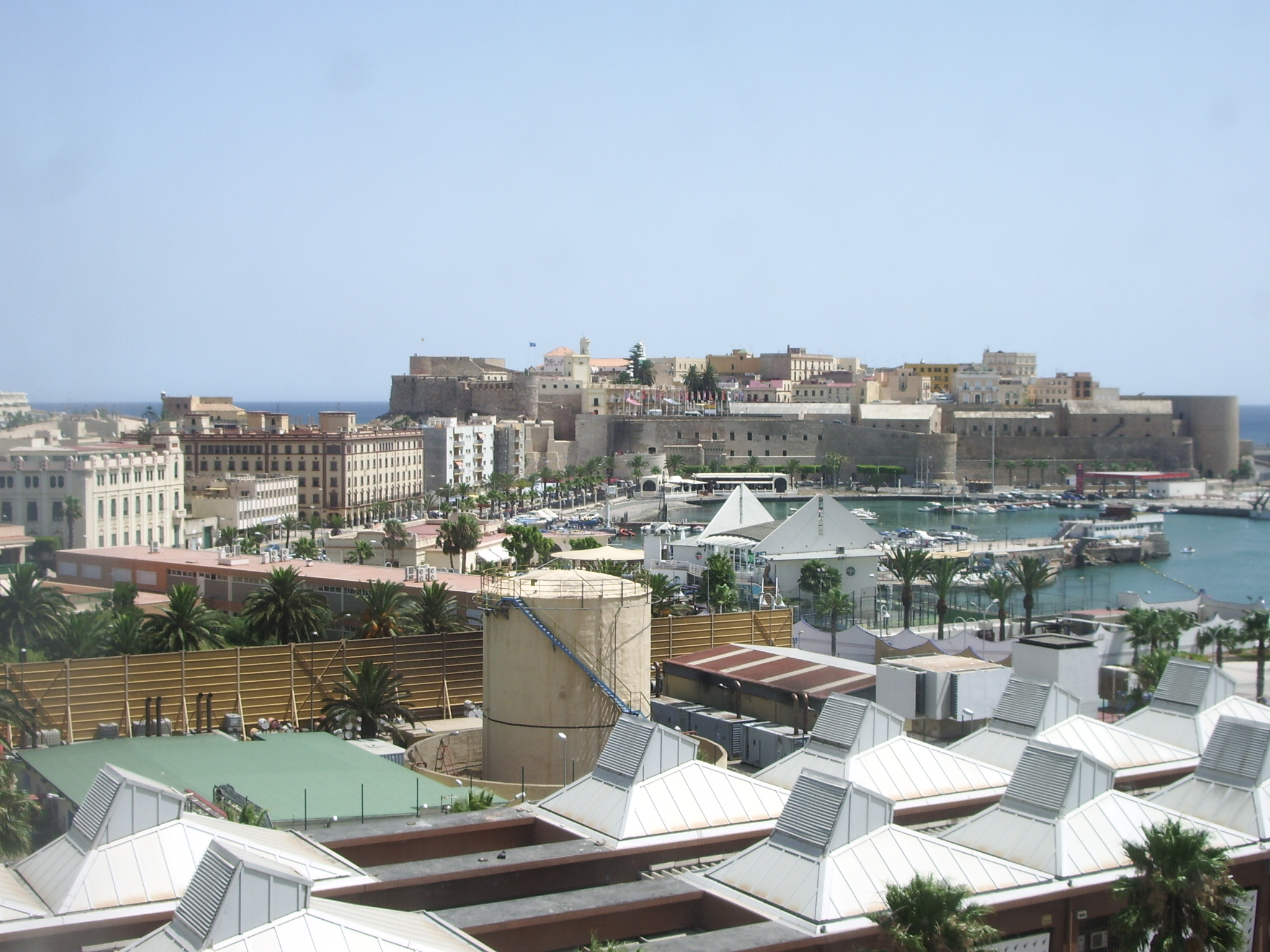
Вид на Стару Мелілью
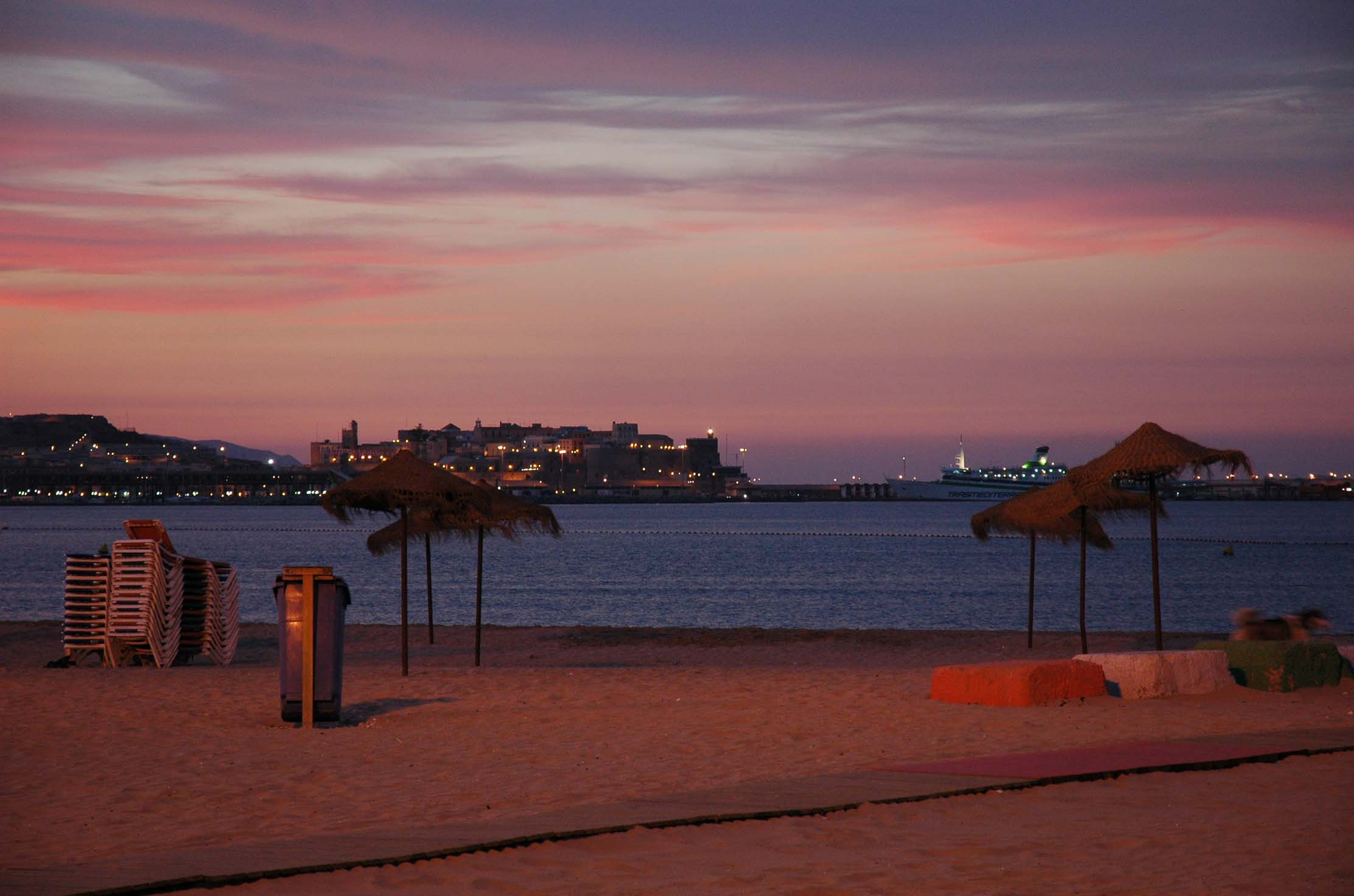
Нічний вигляд Цитаделі
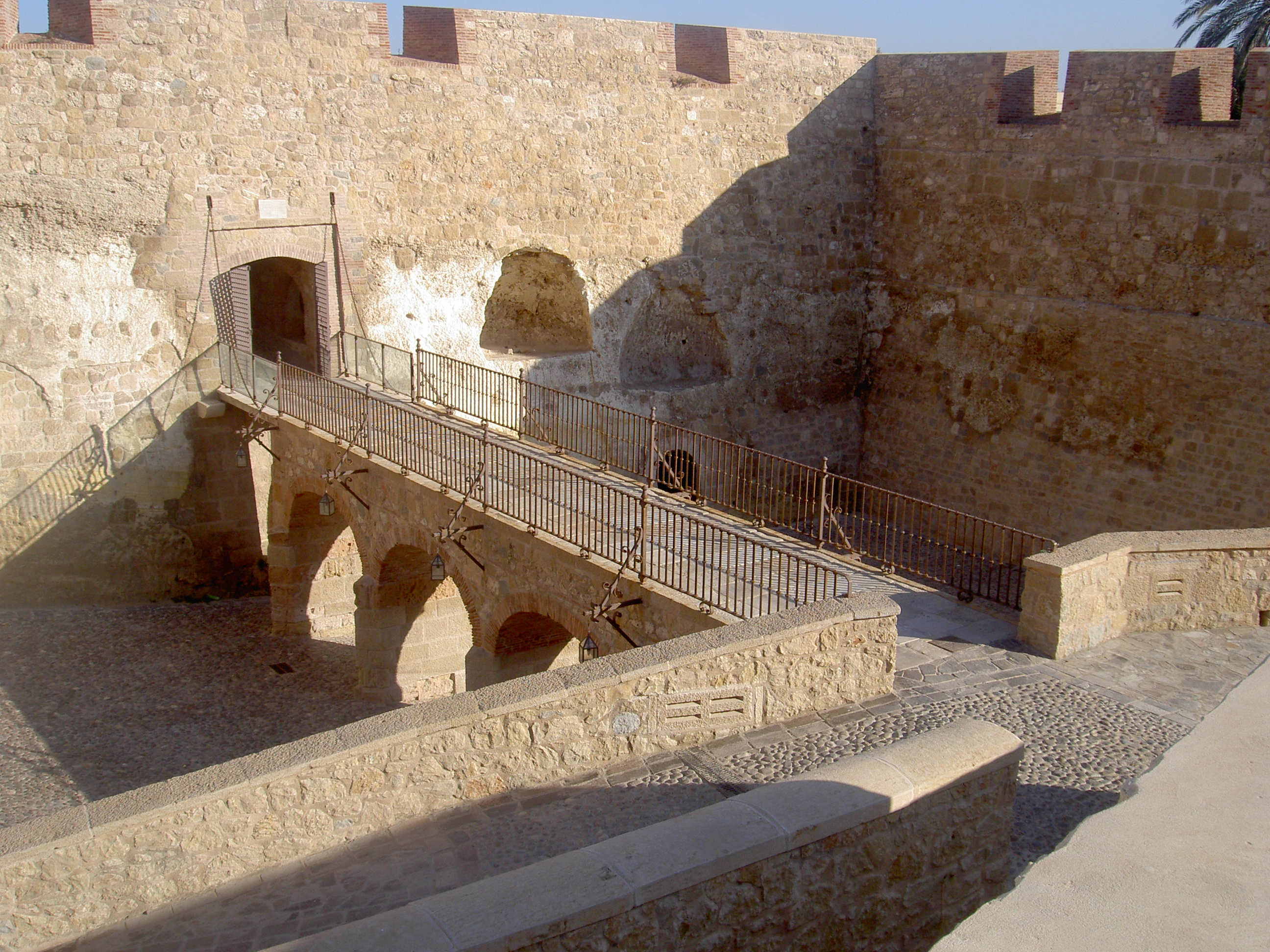
Усередині Цитаделі